# Волчино (Омская область)
Волчино — деревня в Оконешниковском районе Омской области России. Входит в состав Сергеевского сельского поселения.

## История
В 1928 г. посёлок Волчинский состоял из 48 хозяйств, основное население — русские. В составе Сергиевского сельсовета Калачинского района Омского округа Сибирского края.

## Население
| 2002 | 2010 |
| ---- | ---- |
| 58   | ↘40  |